# Yttrito-hlinitý granát

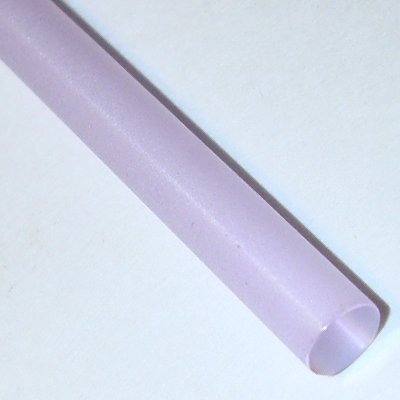
Nd:YAG – laserová tyč, průměr 0,5 cm

Yttrito-hlinitý granát (anglicky yttrium aluminium garnet, YAG; Y3Al5O12) je bezbarvý, opticky izotropní krystal kubické struktury. V současné době je nejdůležitějším krystalem pro granátové lasery, neboť je zvládnuta jeho technika pěstování a opracování do tvarů tyčí při zachování nejvyšší optické kvality.
Dominantní postavení pro svoje laserové vlastnosti má YAG dopovaný ionty neodymu (Nd3+). Kromě něho bylo docíleno laserové generace i v krystalech YAG dopovaných ionty erbia (Er3+), holmia (Ho3+), ytterbia (Yb3+) a dalšími. Dopace ionty ceru (Ce3+) vede k získání materiálu (často označovaného jako Ce:YAG) se scintilačními vlastnostmi, používaný též jako luminofor např. k modifikaci modrých LED na bílé.